# Dioscorea haenkeana
Dioscorea haenkeana är en enhjärtbladig växtart som beskrevs av Karel Presl. Dioscorea haenkeana ingår i släktet Dioscorea och familjen Dioscoreaceae. Inga underarter finns listade i Catalogue of Life.